# Zona culturală maghiară
Zona culturală maghiară este denumirea pe care a purtat-o teritoriul limitrof al comitatelor Caraș-Severin, Hunedoara, Sibiu, Făgăraș și Brașov, cu Regatul României, în perioada iulie 1917 – decembrie 1918, după respingerea cu succes a atacului și incursiunii armatei Regatului Român în Transilvania și Banat în august-septembrie 1916.
Prin rescriptul împărătesc nr. 13619, emis în 12 iulie 1917, la propunerea ministrului Ministerului Cultelor și Instrucțiunii Publice (MCIP) maghiar, Albert Apponyi, s-a decretat teritoriul acestor comitate ca făcând parte din această zonă, în vederea „păzirii cetățenilor Ungariei de orice influență din afară”. Ca urmare, toate școlile românești din acest teritoriu au fost statificate pe motivul că o parte dintre preoții și învățătorii români de aici nu numai că nu au rămas fideli statului maghiar, dar au și fraternizat cu „dușmanul”, când acesta a trecut munții în 15 august 1916. Pentru ca măsura să fie și mai eficace, MCIP a dat ordinul nr. 3306 din 20 martie 1918, prin care a suspendat, cu începere din 1 iulie 1918, toate ajutoarele de stat de care au beneficiat până atunci școlile românești, întreținerea lor rămânând doar pe seama maselor țărănești.
Iminenta destrămare a imperiului austro-ungar a determinat autoritățile să revină asupra rescriptului de înființare a zonei. Astfel, noul ministru Lovasay Marton al MCIP, a emis o dispoziție telegrafică prin care: „ ...dispozițiunile făcute cu privire la statificarea școlilor de graniță le revoc, respectiv le scot din vigoare”. Pe fondul declanșării evenimentelor ce au dus la Marea Unire din 1 decembrie 1918, acest ordin nu și-a mai derulat efectele.